# Windsor Great Cave
Windsor Great Cave – jaskinia położona w regionie Trelawny, w pobliżu osady Windsor na Jamajce. Zamieszkana jest przez ponad 50 000 nietoperzy kilkunastu gatunków w tym: wąsoliczki lejkowargi, jęzorniki ryjówkowate, owocowce liścionose. Wieczorem można obserwować spektakularny wylot dziesiątek tysięcy nietoperzy na nocne łowy. Jaskinie w przeszłości i aktualnie jest źródłem naturalnego nawozu - guana.

## Zwiedzanie
Od 1995 jaskinia jest zarządzana przez WWF i dostęp jest często ograniczony. 